# Solenangis wakefieldii
Solenangis wakefieldii là một loài thực vật có hoa trong họ Lan. Loài này được (Rolfe) P.J.Cribb & J.Stewart miêu tả khoa học đầu tiên năm 1985.